# 勇払
勇払（ゆうふつ）は、北海道苫小牧市の字。

## 地理
勇払は苫小牧市の南東に位置する。勇払平野にあたり、北で沼ノ端、北東で柏原、東で弁天、西の苫小牧港南側で真砂町、苫小牧港北側で晴海町、北西の道路上の一点で柳町、北西でこの他明野元町・拓勇西町と隣接する。太平洋に面する。苫小牧港や工業地帯に近接するため、労働者のための下宿、旅館などが30近くある。サーフィンスポットとしても有名。ただし沖合いのある地点から急に深くなるため注意を要し、また漂着物が多い。町の東側を勇払川が流れている。入植の歴史もあり、かつては栄えていたが、市の行政機関の移転や掘り込み港湾の苫小牧港の存在により市内中心部への接続が難しくなり、現在は小規模な市街地にとどまっている。一方で、トヨタ自動車・日本製紙・アイシン北海道などの工場が連なる経済的には重要な区域である。

### 河川
- 勇払川
- 明野川

## 地名の由来
アイヌ語に由来するが、由来がはっきりしていない。
当地の地名の記録について、江戸期の『津軽一統志』（1670年）では「いふつ」、『元禄島絵図』（1700年）では「いぶつ」と記載されていたが、幕末以降に「ゆうふつ」と読まれるようになり、今の漢字が当てられている。
このため、勇払の語源となったアイヌ語については「ユプッ（yu-put）」（温泉〔の川の〕・口）と解する説が見られるが、勇払川沿いに温泉があるわけでもなく、なぜそのような説が出たのかは不明である。
また、アイヌ語研究者の山田秀三が鵡川地区に住むアイヌの古老から、「イプッ（i-put）」（それの・口）あるいは「イプトゥ（i-putu）」（それの・その口）がアイヌ語での呼び名であったという話を採集しているが、ここでいう代名詞「イ（i）」が何を指すのかは、山田が聞いた時点ですでに分からなくなってしまっている。山田はこれについて、勇払 - 支笏（千歳）- 石狩の交通路の入口、千歳の漁場の入口、ウトナイ湖や美々川筋への入口、の意味ではないかとの推測をしているが、「判断ができない」として断定は避けている。

## 人口と世帯
2017年（平成29年）3月末現在の勇払内全域での人口数は男1,081人、女1,065人、計2,146人であり、世帯数は1,079世帯である。

## 歴史
勇払は苫小牧市の南東に位置する歴史深い土地である。アイヌの時代から勇払川は石狩方面への交通手段として使われていた。勇払川からは600年前のものとされる丸木舟が発掘され、苫小牧市博物館に展示されている。また、アイヌの集落跡からは和人との交流を示す通貨や漆器なども発掘されている。比較的早い時期に和人の入植が始まった。この地に過酷な環境の中入植をした八王子千人同心の墓地があり、勇武津資料館も隣接する。
江戸時代後期の1800年（寛政12年）には、北方警備の強化を目指した江戸幕府の依頼により、原胤敦と八王子千人同心子弟が約50人が移駐して開拓に当たった。（会所が設置された。）
1873年（明治6年）、ジェームス・ワッソン(James Robert Wasson)らアメリカ人技師が勇払と鵡川に測量の基点となる石柱を設置。両基点を結ぶ勇払基線（直線距離14.86km）を引き、北海道の測量が始まる地となった。勇払の基点の石柱（勇払基点）は長らく忘れ去られていたが、後年発掘され1962年に北海道指定の史跡、2016年には土木学会選奨土木遺産に指定された。
明治時代初期にも勇払郡開拓使出張所も設置され、集落の規模こそ大きくはないが地域の要衝となった。しかし1873年に開通した札幌本道（日本初の馬車道）が、勇払の西方に位置する苫細（苫小牧）を経由することとなり開拓使出張所が苫細（苫小牧）へ移転。交通の要衝としての役割も低下し、徐々に衰退した。

## 交通

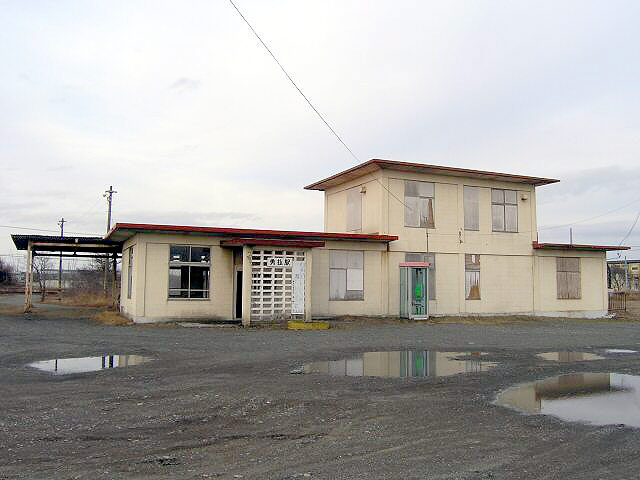
勇払駅

### 鉄道
- JR北海道日高本線 - 勇払駅

### バス
道南バスが地区と苫小牧駅とを結ぶ路線を運行。

### 道路
- 北海道道259号上厚真苫小牧線
- 北海道道781号苫小牧環状線 - 臨海南通・勇払沼ノ端通。

## 施設
- 勇払総合福祉会館
- 苫小牧市立勇払中学校
- 苫小牧市立勇払小学校
- はまなす保育園
- 勇払幼稚園
- 勇払郵便局
- 日本製紙北海道工場勇払事業所
- トヨタ自動車北海道本社 - 第1～第5工場を含む。
- 日東エフシー北海道研究室
- 王子ネピア苫小牧工場
- ホクシー紙工本社 - 王子ネピア苫小牧工場内
- 清水鋼鐵苫小牧製鋼所
- 北興化工機苫小牧工場
- 日之出化学工業苫小牧工場
- 勇払下水道処理センター
- 港南変電所
- 勇払ふるさと公園
- 勇払友達公園
- 勇払開拓史跡公園 - 苫小牧市指定文化財の「蝦夷地開拓移住隊士の墓」は、1800年（寛政12年）に移駐した八王子千人同心の墓所である[4]。
- 日本製紙ゴルフ場 - 日本製紙北海道工場勇払事業所構内。
- 恵比須神社
- 浄生寺